# Jhunkhunma
Jhunkhunma (Nepali नेपाली) ist eine Gemeinde (Village Development Committee) im Südosten von Nepal.
Sie liegt im Distrikt Rautahat in der Verwaltungszone Narayani.                     

## Einwohner
Während der Bevölkerungszählung Nepals im Jahr 1991 lebten dort 4336 Menschen in 831 individuellen Haushalten.
Bei der Volkszählung 2011 hatte Jhunkhunma 7015 Einwohner (davon 3611 männlich) in 1106 Haushalten.